# Châh-é Machhad
 (décembre 2018).
Châh-é Machhad ou Schad-i Maschhad ou Shah-e Mashhad est une médersa en ruines située dans la province de Bâdghîs, dans le nord-ouest de l'Afghanistan.
Construit à l'époque ghoride, l'édifice qui était considéré comme l'apogée de l'architecture de cette époque, a été presque complètement détruit lors de la guerre d'Afghanistan dans les années 1980.

## Localisation
La montagne située entre le fleuve Murghab et la rivière Helmand comprend de nombreux monuments ghorides. La médersa se situe à environ 80 kilomètres au nord du minaret de Jam, sur la rive gauche du Murghab, dans le nord-ouest du pays au sein de la province de Bâdghîs.

## Histoire
Une inscription permet de dater l'édifice, une école de théologie, de 571 de l'Hégire (soit 1166 ou 1175), peut-être fondée par une femme. L'édifice a été construit sous les Ghorides, une dynastie qui a bâti un empire entre la Perse et l'Inde aux XIIe et XIIIe siècles.
L'édifice est découvert lors des campagnes de délimitation des frontières afghanes en 1886 et signalée dans une publication seulement vingt ans après. La médersa est redécouverte en 1970 par des ethnologues allemands de l'université de Heidelberg lors d'une randonnée équestre. En 1971 Michael Barry lors d'une exploration découvre des tours de guet chargées de surveiller la route jusqu'au minaret de Djam.
Le site est restauré à partir de 1978-1979 par les autorités afghanes lors d'une campagne de restauration du patrimoine qui comprenait aussi des édifices de la région de Hérat.
Une visite du site en 1989 a abouti au constat d'un effondrement de l'iwan et d'une dégradation des autres vestiges.

## Architecture
Les ruines comprenaient lors de leur redécouverte une coupole à ogive ou iwan et un autre partie qui avait possédé un dôme. Deux espaces comportaient peut-être une coupole.
Les façades comportaient des stucs à décors géométriques et floraux et des arcs décorés de façon « époustouflante ». 15 panneaux d'inscriptions remarquables en relief ont également été identifiés.